# Pipistrellus hesperidus
Pipistrellus hesperidus és una espècie de ratpenat de la família dels vespertiliònids. Viu a Burundi, el Camerun, Cap Verd, Congo, Guinea Equatorial (Bioko), Eritrea, Etiòpia, Kenya, Libèria, Madagascar, Malawi, Moçambic, Nigèria, Ruanda, Sud-àfrica, Tanzània, Uganda, Zàmbia i Zimbàbue. El seu hàbitat a Zimbabwe són les rodalies dels rierols i rius, i la seva distribució al sud d'Àfrica oriental suggereix que prefereixen àrees ben irrigades. No hi ha amenaces significatives per a la supervivència d'aquesta espècie.